# All India Radio
Akashvani (Hindi आकाशवाणी Ākāśavāṇī, deutsch ‚Himmelsstimme‘/‚Stimme aus dem Äther‘/,Orakel‘), ehemals auch All India Radio (auch All-India Radio, Abkürzung AIR) ist der öffentlich-rechtliche Hörfunkanbieter Indiens. Er ist wie der Fernsehanbieter Doordarshan Teil der 1997 gegründeten Hörfunk- und Fernsehanstalt Prasar Bharati mit Sitz in Neu-Delhi.

## Anfänge
Der Indian Telegraph Act, 1885 verlieh der Zentralregierung das Telegraphenmonopol. Die erste Funksendung in Indien fand im August 1921 statt, als The Times of India in Bombay eine Musikübertragung für den Gouverneur der Provinz, Sir George Lloyd, im 175 km entfernten Poona veranstaltete. 1923 begannen der Bombay Radio Club (Rufzeichen 2FV) und der Radio Club of Bengal in Calcutta (2BZ) mit ihren Programmen; 1924 folgte der Madras Presidency Radio Club (2GR), 1926 der Radio Club of Burma (2HZ).
1927 wurde die Indian Broadcasting Company (IBC; General Manager: Eric C. Dunstan) mit Sendern in Bombay (7BY-VUB, 840 kHz) und Calcutta (7CA-VUC, 810 kHz) gegründet, doch ging die private Gesellschaft bereits 1930 in Liquidation. An ihre Stelle trat am 1. April 1930 der Indian State Broadcasting Service (ISBS), ab 8. Juni 1936 als All India Radio bezeichnet.
Weitere Pionierunternehmungen gab es in Lahore (1928–1937; veranstaltet von der YMCA) und Madras (1930–1938; städtisch) sowie speziell für die Landbevölkerung in Peshawar (1935–1937; heute in Pakistan), Allahabad (1935–1938) und Dehradun (1936–1938).
Auch in einigen der Fürstenstaaten wurde der Rundfunk eingeführt: Mysore (1935–1950, VU7MC; hier fand der Name ಆಕಾಶವಾಣಿ Akashvani zuerst Verwendung), Hyderabad (1935–1950, نشرگاہ لاسلکی حیدرآباد دکن Deccan Radio), Baroda (1939/47–1948) und Travancore (1943–1950).
Bald verfügte AIR über ein Netzwerk von neun Stationen: VUB Bombay und VUC Calcutta (seit 1927), VUD Delhi (1936), VUP Peshawar und VUL Lahore (1937), VUW Lucknow und VUM Madras (1938), VUT Trichinopoly und VUY Dacca (1939). Ab 1937/38 gab es auch Kurzwellensender (Delhi, Bombay, Calcutta, Madras); anlässlich der Eröffnung des Senders in Calcutta benutzte Rabindranath Tagore den Ausdruck Akashvani.
Parallel zu den Stationen verlief die Gründung von Programmzeitschriften nach dem Vorbild der britischen Radio Times: 1927 The Indian Radio Times (Bombay, 1935 umbenannt in The Indian Listener, 1937 nach Neu-Delhi verlegt), 1929 Betar Jagat (বেতার জগৎ, Calcutta, in Bengalisch), 1936 Avaz (آواز/आवाज़, Neu-Delhi, bis 1938 zweisprachig in Urdu und Hindi, dann nur Urdu), 1938 Sarang (सारंग, Neu-Delhi, in Hindi), Vanoli (வானொலி, Madras, in Tamil) und Vani (వాణి, Madras, in Telugu). 1958 wurden The Indian Listener und Sarang umbenannt in Akashvani (bis 1987; ISSN 0970-4809).
Die Zahl der Empfangslizenzen stieg von 3.594 Ende 1927 auf über 10.000 im Jahr 1933, über 20.000 im Jahr 1935, über 50.000 Ende 1937 und fast 74.000 Ende 1939.
Im August 1937 wurde die Nachrichtenredaktion (Central News Organisation, CNO) geschaffen. Nach Ausbruch des Zweiten Weltkriegs begann am 1. Oktober 1939 der Auslandsdienst von AIR als Teil der Nachrichtenredaktion mit Sendungen in Paschtu und Persisch/Dari für das Königreich Afghanistan.
Mit der Unabhängigkeit im August 1947 gingen drei der neun Stationen an Radio Pakistan; es blieben sechs Stationen und 18 Sendeanlagen, von denen 2,5 Prozent des Landes und rund 11 Prozent der Bevölkerung erreicht werden konnten. Am 12. November 1947 hielt Gandhi seine einzige Radio-Ansprache.
1947 startete Radio Kashmir (ab 1954 von AIR unter diesem Namen fortgeführt), 1948 Radio Goa (1961 von AIR übernommen).

## Entwicklung

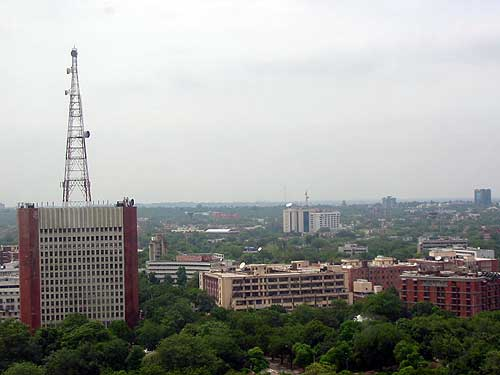

Das Programm der regionalen Primary Channels besteht aus Eigenproduktionen und Übernahmen aus Neu-Delhi. Im Oktober 1957 startete das bis heute populäre Programm Vividh Bharati als Konkurrenz zu Radio Ceylon. Seit 1957 ist AIR auch als Akashvani bekannt. Das Jugendprogramm Yuv-Vani (Stimme der Jugend) begann im Juli 1969. Der National Channel sendete von Mai 1988 bis Januar 2019 ein Nachtprogramm für ganz Indien über Mittel- und Kurzwelle (Nagpur 1566 kHz).
Der Auslandsdienst (External Services Division, ESD) wurde 1948 von der Nachrichtenredaktion (News Services Division, NSD) getrennt; Leiterin wurde für 14 Jahre Mehra Masani. Der Urdu Service begann im Oktober 1965/Mai 1966. Neue Sprachdienste gab es außerdem in Swahili (1953), Nepali (1960), Tibetisch (1964), Sinhala (1966), Sindhi (1971), Russisch (1971) und Belutschisch (1974).
Im Inlandsnachrichtendienst wurden ab 1954/55 regionale Nachrichtenzentren (Regional News Units, RNUs) eingerichtet. Infolge des indisch-chinesischen Grenzkriegs 1962 entstanden die täglichen Sendungen Spotlight und Samayiki (unter diesen Namen seit 1967). Am 30. Juni 1974 führte der Inlandsnachrichtendienst Kurznachrichten in Sanskrit ein (Sprecher: Baldev Anand Sagar).
Von 1959 bis zur organisatorischen Abtrennung von Doordarshan 1976 veranstaltete AIR auch Fernsehsendungen. 1970 lag die Zahl der Radio-Empfangslizenzen bei 11,8 Mio., die der Fernseh-Empfangslizenzen bei knapp 250.000, zehn Jahre später (1980) bei 17,8 bzw. 1,5 Mio. Werbung wurde auf Vividh Bharati 1967, im Fernsehen 1976 und im Primary Channel 1982 eingeführt. 1985 wurde die Rundfunkgebühr abgeschafft.
Versuchssendungen auf UKW begannen 1977. 1984 kam der erste UKW-Lokalsender (in Nagercoil), 1993 der Musik-Sender FM Rainbow (bis 2002 FM Metro), 2001 der Infotainment-Sender FM Gold, und seit 2004 bringt Amruthavarshini in Bengaluru klassische karnatische Musik. Von 1993 bis 1998 verkaufte AIR UKW-Sendezeit an private Anbieter wie Times FM (Vorgänger von Radio Mirchi) und Radio Mid-Day.
Die Monopolstellung, die der staatliche Sender früher besaß, wurde ab 2001 durch die steigende Zahl privater Hörfunksender gebrochen (zu den ersten gehörten 2001 Radio City Bengaluru und Radio Mirchi in Indore, 2002 Red FM). In den großen Städten haben die privaten UKW-Sender All India Radio in der Anzahl der Zuhörer mittlerweile überholt.
1996 wurde der Grundstein für ein neues Sendezentrum in Neu-Delhi gelegt, das 2005 eröffnet wurde. Die stärkeren Mittelwellensender im Raum Delhi (Nangli Poona) sind auch unter den Namen Indraprastha (‚Stadt Indras‘, 819 kHz) bzw. Rajdhani (‚Hauptstadt‘, 666 kHz) bekannt. 2004 begann die Ausstrahlung von Satellitensendungen über Insat (Direct to Home).
Premierminister Narendra Modi wendet sich seit Oktober 2014 einmal im Monat mit seiner Sendung Man ki Bat über All India Radio an die Bevölkerung.
Im Januar 2016 startete der Musikkanal Raagam (klassische indische Musik).
2020 wurde der Auslandsdienst (World Service) eingestellt, 2021 in verringertem Umfang wieder aufgenommen (Hauptsender: Bangalore).
Nach einer Weisung des Informations- und Rundfunkministeriums vom Mai 2023 ist offiziell nurmehr die Bezeichnung Akashvani zu verwenden.
Mitte 2023 verfügt Akashvani über ein Netzwerk von 742 Sendern (613 UKW, 122 MW, 7 KW) an 580 Standorten, das 90 Prozent des Staatsgebietes abdeckt und 98 Prozent der Bevölkerung erreicht. AIR sendet in 23 Sprachen und 179 Dialekten.

## Liste der Generaldirektoren
1. 1935–1943 Lionel Fielden (Controller of Broadcasting)
2. 1943–1947 Ahmed Shah (Patras) Bokhari (Hindi बुखारी; Urdu احمد شاہ بخاری)
3. 1947–1948 P. C. Chowdhry (चौधरी)
4. 1948–1952 Nirmal Anand Singh Lakshmanan (लक्ष्मन्न)
5. 1952–1954 M. Lal (लाल)
6. 1954–1955 C. B. Rao (राव)
7. 1955–1960 Jagdish Chandra Mathur (माथुर)
8. 1960–1965 B. P. Bhatt (भट्ट)
9. 1965 Y. N. Verma (वर्मा)
10. 1965–1968 Vadakke Kurupath Narayana Menon (मेनन)
11. 1968–1972 Ashok Kumar Sen (सेन)
12. 1972–1974 S. K. Mukerjee (मुखर्जी)
13. 1974–1979 Probhat Chandra Chatterjee (चटर्जी)
14. 1979 S. K. Sehgal (सहगल)
15. 1979–1981 Ubeidul Latif Baruah (बरूआ; assamesisch ওবেইদুল লতিফ বৰুৱা)
16. 1981–1982 Krishna Chandra Sharma (शर्मा)
17. 1982–1983 Suresh Mathur (माथुर)
18. 1983–1985 Sushil Swaroop Verma (वर्मा)
19. 1985–1987 Suresh Mathur (माथुर)[19]
20. 1987–1990 Amrit Rao Shinde
21. 1990–1997 Shashi Kant Kapoor